# 明珠都滙
明珠都滙（英語：Pearl Metropolita）位於澳門澳門半島黑沙環新填海區P地段地塊A，由澳門特別行政區政府以批准跟進批給方式交予澳門都市更新股份有限公司興建，承建商為中國建築工程（澳門）有限公司，為供原購買海一居樓花買家者的置換房項目。

## 歷史
置換房項目前身為保利達集團海一居地段，因25年臨時批租期屆滿而未能完成利用，根據行政長官批示宣告將根據《土地法》及相關法律的規定，在“海一居”P地段批給期間屆滿（2015年12月25日）後的土地批給失效。相關土地於2019年3月13日正式收回。
2021年6月，中國建築工程(澳門)有限公司獲判給興建地段A置換房建造工程。
2021年7月13日，置換房項目正式命名為“明珠都滙”（英語：Pearl Metropolita），並參與原海一居的標準興建。
2025年3月25日，置換房項目工程竣工，展開驗收工作。
2025年7月8日，置換房項目（明珠都滙）順利通過竣工檢驗，並已獲權限部門發出樓宇使用准照（即俗稱「入伙紙」）。都更公司將陸續安排合資格購買者辦理交樓手續。

## 住宅
項目面積為21,888平方米，由一座裙樓及其上六座塔樓組成的樓宇，群樓高五層，其中一層為地庫，塔樓高50層，其中兩層為避火層。
項目合共提供2,064個單位，每棟樓宇設有四部電梯，住戶可以由地面層大堂坐電梯直達所住樓層，毋需轉乘。所有單位均有陽台，附贈廚房家電，窗戶採用有效隔熱、隔音的三層強化節能玻璃，更特別安裝了澳門樓盤首用的防墮鋼索，保障住戶安全。停車場配備1,873個汽車及490個電單車停車位，所有汽車位均已設有供電點。

## 住客會所
平台層設有休憩空間及會所，總面積逾16,000平方米，包括健身室、戶外泳池、逾700米的環迴跑步徑及兒童遊樂區等。

## 對原海一居業主相關安排
2019年6月4日，行政長官作出批示，符合《都市更新暫住房及置換房法律制度》條件的原海一居樓花及二手樓花買家，於2019年6月17日至8月16日期間，向澳門都市更新股份有限公司（都更公司）申請購買興建於黑沙環新填海區「P」地段的置換房，逾期未申請者將喪失購買資格。申購時將按「海一居」樓花單價乘以實際面積計算，而置換房面積與原樓花面積相差不超過5%，即使小業主手上另有物業，仍不用加徵5%「取得印花稅」。政府代表重申，有關方案不是「補償性」措施，而是為受都市更新影響的業主提供多個選擇。
2019年7月28日，澳門都市更新股份有限公司表示，符合條件的原澳門半島黑沙環新填海區P地段建築項目（原「海一居」）屬居住用途的在建獨立單位預約買受人，以及受讓相關預約買賣合同地位人士，倘於第一階段（2019年6月17日至7月26日）尚未曾提交申請，可於第二階段（2019年7月29日至8月16日）親臨政府綜合服務大樓辦理申請或預約申請時間。
2019年8月18日，都更公司召開記者會交待有關置換房申請執行情況。截至同年8月16日止，提出申請購買置換房的申請共有1,932份，目前已有1,716個被接納，中止處理的有216個，另有12個申請因為沒有作物業登記手續，都更公司已按照法律及批示予以拒絕，所有回覆信函已在9月6日以掛號信方式寄出。
2021年5月，都更公司以電話短訊通知已獲接納的置換房申請購買者出席講解會，並以掛號信通知其揀樓日期、時間及流程。 根據第89/2019號行政長官批示規定，原「海一居」樓花購買者登記購買置換房的申請於2019年6月17日至2019年8月16日分兩階段進行，都更公司已於申請期屆滿後的30日內，以書面通知所有申請人有關申請結果。截至目前， 在1,932個合法登記的申請中，1,902個為接納個案，30個仍處中止處理階段；另12個為拒絕個案，均沒有辦理物業登記手續，都更公司按照相關法律及批示予以拒絕。 原「海一居」的單位設計共有十多種戶型，都更公司按照上述批示進行設計，均參考原建築項目戶型大小及設計標準，面積在原單位實用面積百分之五的差距範圍內。